# Katastrofa lotu Red Wings 9268
Katastrofa lotu Red Wings 9268 miała miejsce 29 grudnia 2012 roku w Moskwie w pobliżu lotniska Wnukowo. Samolot pasażerski Tu-204-100 linii Red Wings lecący z Pardubic w Czechach do Moskwy w Rosji rozbił się podczas lądowania. Śmierć poniosło 5 osób, a 3 zostały ranne.

## Samolot
Samolot, który uległ katastrofie, to był Tupolew Tu-204-100 (nr. rej. RA-64047). Maszyna została wyprodukowana w 2008. Jej właścicielem były rosyjskie linie lotnicze Red Wings. W latach 2009–2010 latała nią piłkarska reprezentacja Rosji. Na kadłubie samolotu zachowały się emblematy Rosyjskiego Związku Piłki Nożnej.

## Przebieg wydarzeń
Samolot Tu-204-100 lecący z Pardubic w Czechach do Moskwy rozbił się ok. godz. 16:35 czasu moskiewskiego podczas lądowania na lotnisku Wnukowo. Maszyna powracała do kraju po przewiezieniu grupy rosyjskich turystów. Po przyziemieniu na pasie startowym załoga włączyła wszystkie układy hamowania, lecz samolot nie tracił jednak prędkości; następnie wypadł z pasa, przejechał około 300 metrów, staranował ogrodzenie, przeskoczył głęboki rów oddzielający lotnisko od autostrady (tzw. szosy kijowskiej) i wbił się w jej nasyp. Maszyna rozpadła się na 3 części i zapaliła. Dziób samolotu wypadł na pas autostrady blokując ruch. Pierwsi pomocy poszkodowanym udzielili kierowcy. Lotnisko Wnukowo zostało zamknięte na kilka godzin. W chwili katastrofy na pokładzie znajdowała się jedynie załoga samolotu.
24 stycznia 2013 roku MAK podał, że przyczyną katastrofy był niesprawny system odwracaczy ciągu. Po zainicjowaniu systemu samolot nie zwalniał, ale wręcz przyspieszał do 240 km/h. Samolot wypadł z pasa, staranował ogrodzenie i uderzył w nasyp z prędkością 195 km/h.

## Ofiary
W katastrofie zginęli kapitan, II pilot, inżynier pokładowy i dwie stewardesy. Na miejscu wypadku śmierć poniosły 3 osoby, jedna zmarła w drodze do szpitala, a piąta ofiara zmarła nazajutrz w szpitalu. Spis ofiar opublikowano kilka godzin po katastrofie.

### Ofiary śmiertelne
- Giennadij Szmieliew – kapitan
- Jewgienij Astaszienkow – II pilot
- Igor Fisienko – mechanik pokładowy
- Jewgienia Żigalina – stewardesa
- Tatiana Pienkina – stewardesa

### Ocaleni
- Aleksiej Izosimow – steward
- Christina Baranowa – stewardesa
- Dmitrij Winokurow – steward